# Schloss Harkotten

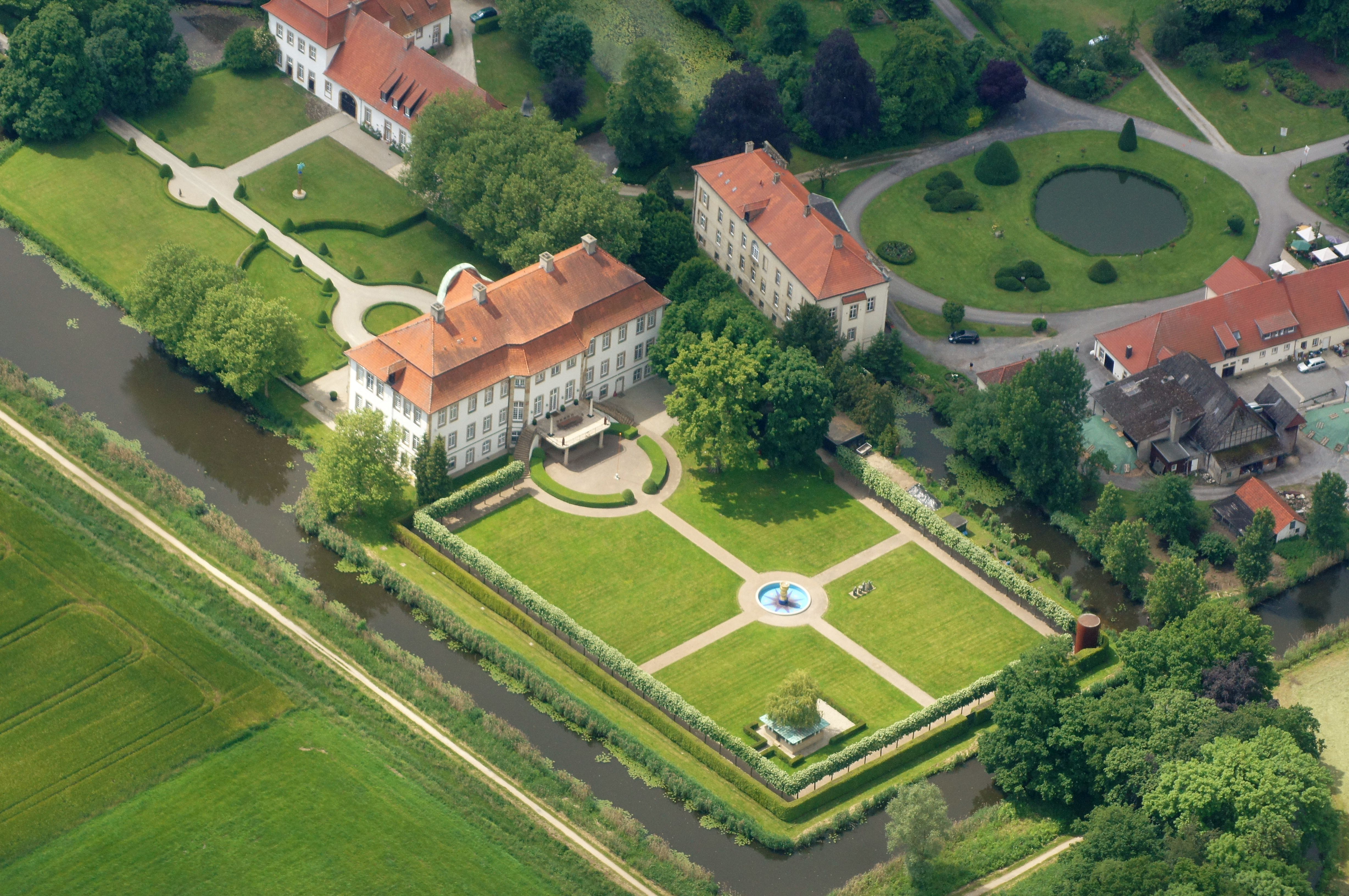
Doppelschlossanlage Harkotten

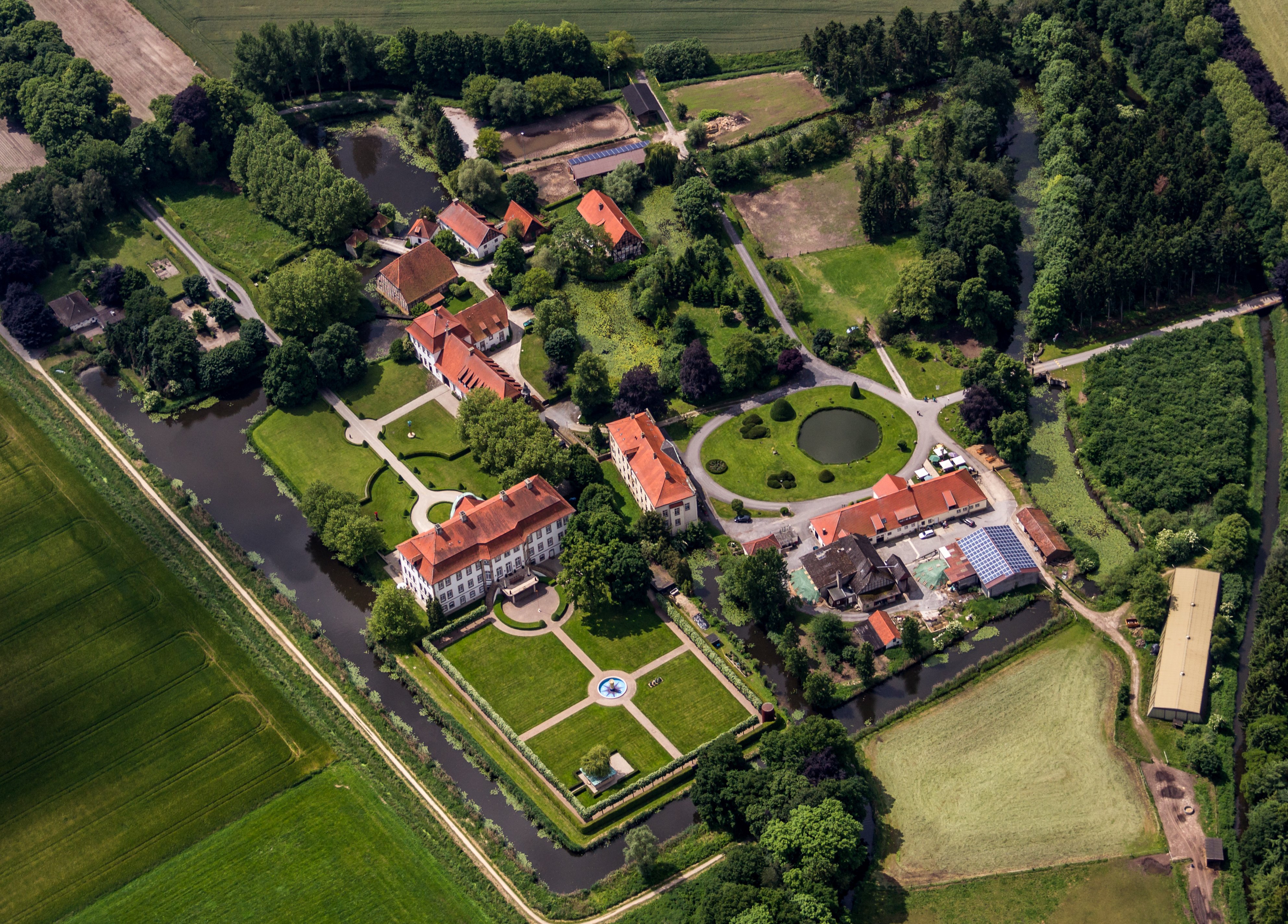
Luftbild (2014)

Das Schloss Harkotten befindet sich im Sassenberger Stadtteil Füchtorf im Münsterland und ist eines der seltenen Beispiele einer Doppelschlossanlage.
Da sie zu privaten Zwecken genutzt wird, ist sie für die Öffentlichkeit in der Regel nicht zugänglich, jedoch befindet sich in den ehemaligen Wirtschaftsgebäuden des Korff’schen Schlosses ein Gartencafé und das Herrenhaus steht für öffentliche Veranstaltungen zur Verfügung, wie zum Beispiel das Gartenfestival.

## Geschichte und Beschreibung
Die heutige Schlossanlage geht auf einen Vorgängerbau aus dem 14. Jahrhundert zurück. Zwischen 1297 und 1309 erbaute Heinrich II. von Korff eine gräftenumwehrte Wasserburg und trug sie dem Bistum Münster als Offenhaus zur Sicherung der Bistumsgrenzen gegenüber Osnabrück und der Grafschaft Tecklenburg an. Nach seinem Tod 1334 teilten seine beiden Söhne Heinrich und Eberhard den Besitz unter sich auf. Während Eberhard den westlichen Teil der Burg erhielt, kam der östliche Teil an Heinrich, der sich anschließend von Korff-Smiesing nannte. Seit jener Zeit stehen infolge der Erbteilung auf dem Areal zwei getrennte Herrenhäuser. Die Vorburg, die Mühle, das Gerichtshaus mit Kerker und die Försterei blieben aber ebenso wie die Brauerei und die ab 1311 auf der Vorburg erbaute Schlosskapelle im gemeinsamen Besitz beider Familienzweige. Das alte Burghaus wurde Anfang des 19. Jahrhunderts durch einen klassizistischen Neubau ersetzt.
Am 7. Dezember 2015 gründete sich der Förderverein Freunde und Förderer des Denkmals Harkotten e. V. mit dem Ziel des Erhalts und der Rekonstruktion der Doppelschlossanlage.

### Schloss von Ketteler

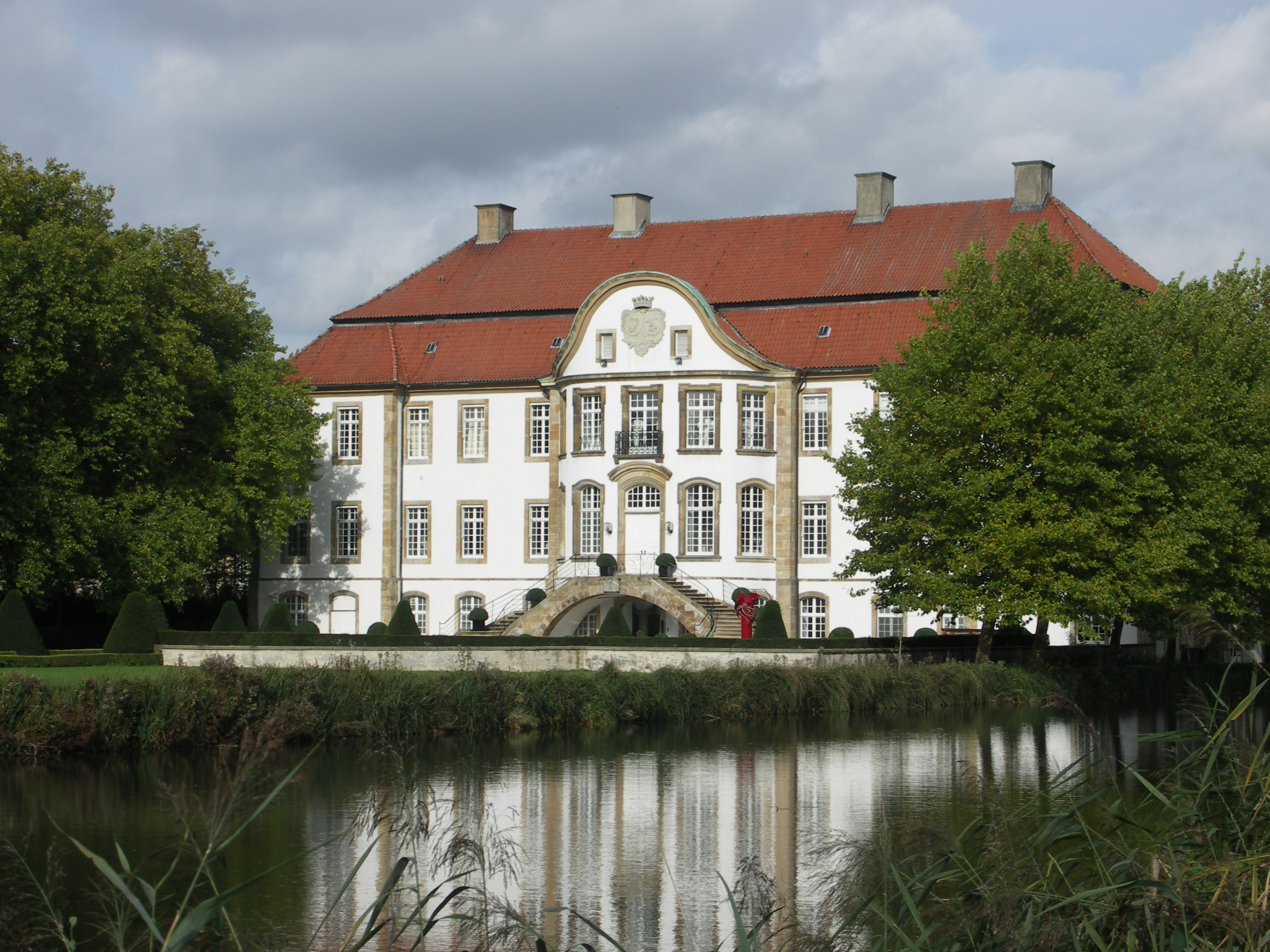
Schloss von Ketteler

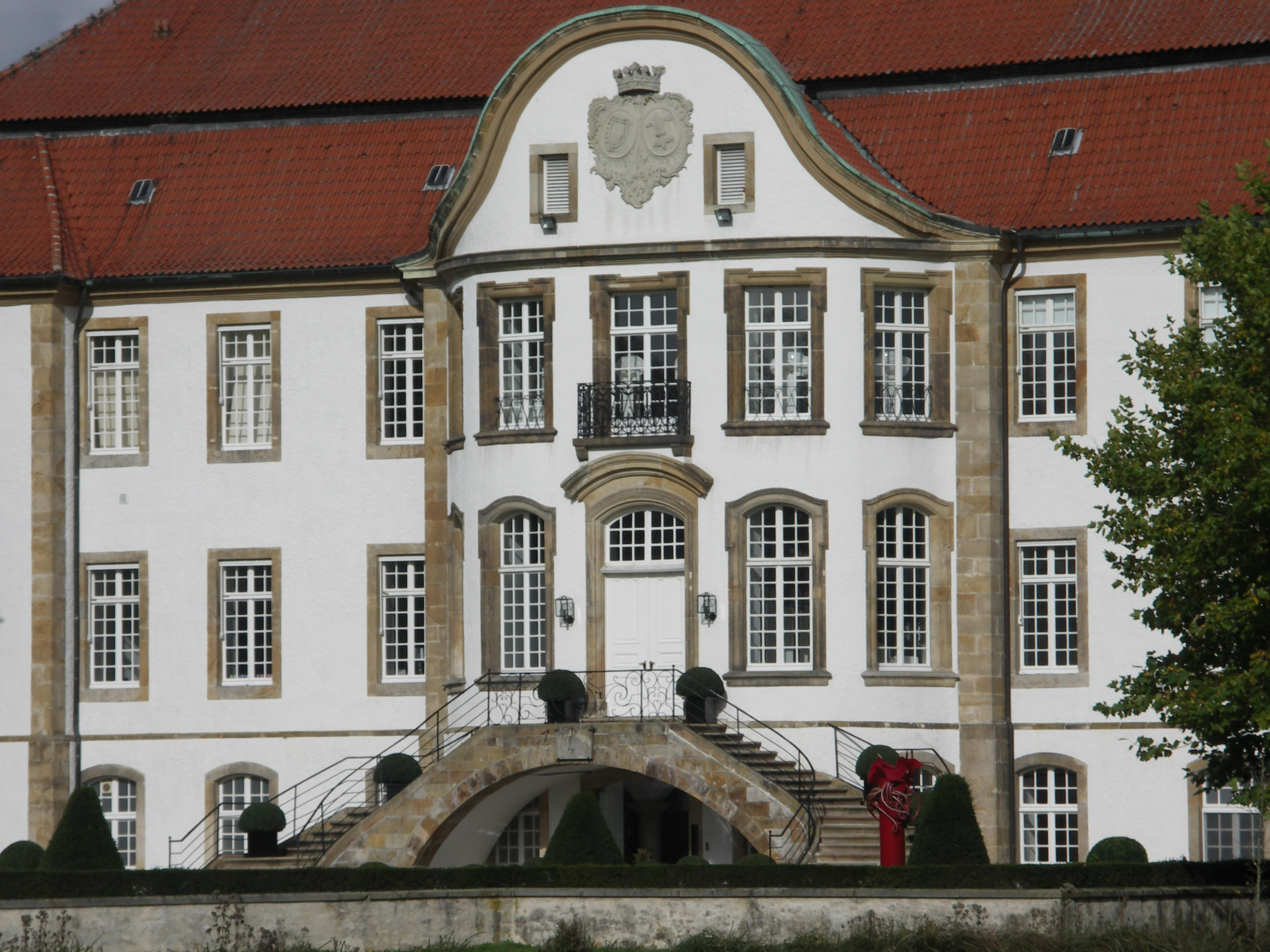
Mittelrisalit des Schlosses von Ketteler

Nachdem die Harkottener Linie der Korff-Schmiesing 1615 im Mannesstamm erloschen war, kam ihr Anteil über die Erbtochter Christine an die Familie ihres Ehemanns, die Freiherren von Ketteler. 1755 ließen diese ihren Teil der Burg abreißen und an gleicher Stelle ab 1754 ein repräsentatives Barockschloss nach Plänen des fürstbischöflichen Feldhauptmanns und Landesingenieurs Johann Leonhard Mauritz Gröninger erbauen. Fertiggestellt wurde es erst im Jahr 1767, da die Bauarbeiten während des Siebenjährigen Krieges von 1758 bis 1763 unterbrochen wurden. Die Freitreppe vor dem Schlossportal wurde sogar erst 1769 fertiggestellt. Nach 1800 kam nördlich des Schlossgebäudes eine Gartenanlage hinzu, die sich an barocken Vorbildern orientierte. 1987 erfolgte die Instandsetzung.
Das barocke Schlossgebäude ist ein verputzter Backsteinbau mit zwei Geschossen, die sich über einem Keller erheben und durch ein flaches Mansarddach abgeschlossen sind. Eine doppelläufige Freitreppe führt zum Portal im Mittelrisalit der Südfassade, das einen halbovalen Grundriss besitzt und durch einen geschwungenen Giebel mit dem Allianzwappen der Ketteler und Korff abgeschlossen ist.
Flache Seitenrisalite umschließen mit einer sich anschließenden, niedrigen Mauer einen kleinen Ehrenhof im Süden. Der Garten nördlich des Schlossgebäudes kann über eine Terrasse im Hochparterre betreten werden. Im Inneren sind noch alte Marmorkamine und aufwändig gearbeitete Stuckdecken erhalten.
Nachdem die Firma des Designers Luigi Colani mehrere Jahre im Schloss beheimatet war, schloss 1988 die Familie Sieger einen Erbbaurechtsvertrag mit der Familie Ketteler ab und ließ es umfassend restaurieren. Die Räume werden noch heute als Sitz einer Designagentur der Brüder Christian und Michael Sieger genutzt. Gleichzeitig wurden durch den belgischen Gartenarchitekten Jacques Wirtz auch die Außenanlagen wiederhergestellt. Im restaurierten Barockgarten findet sich heute eine Sammlung zeitgenössischer Kunstobjekte, die durch den Schlosspächter und seinen Sohn Michael sowie befreundete Designer und Künstler gefertigt wurden.
Nördlich des Schlosses führt ein Fußweg die Gräfte entlang. Dieser verläuft durch ein ehemaliges Lustwäldchen. Unweit des Schlosses befindet sich die Säule eines zerstörten Fürstenbergdenkmals. Etwas weiter im Wald steht steinernes Denkmal in Form einer Urne aus der Zeit um 1800. Es handelt sich bei diesem jedoch nicht um ein Grabdenkmal, sondern einen üblichen zeitgenössischen Gartenschmuck des Klassizismus. Hinter der Urne liegt eine als Eiskeller bezeichnete ehemalige Gruft.

### Schloss von Korff

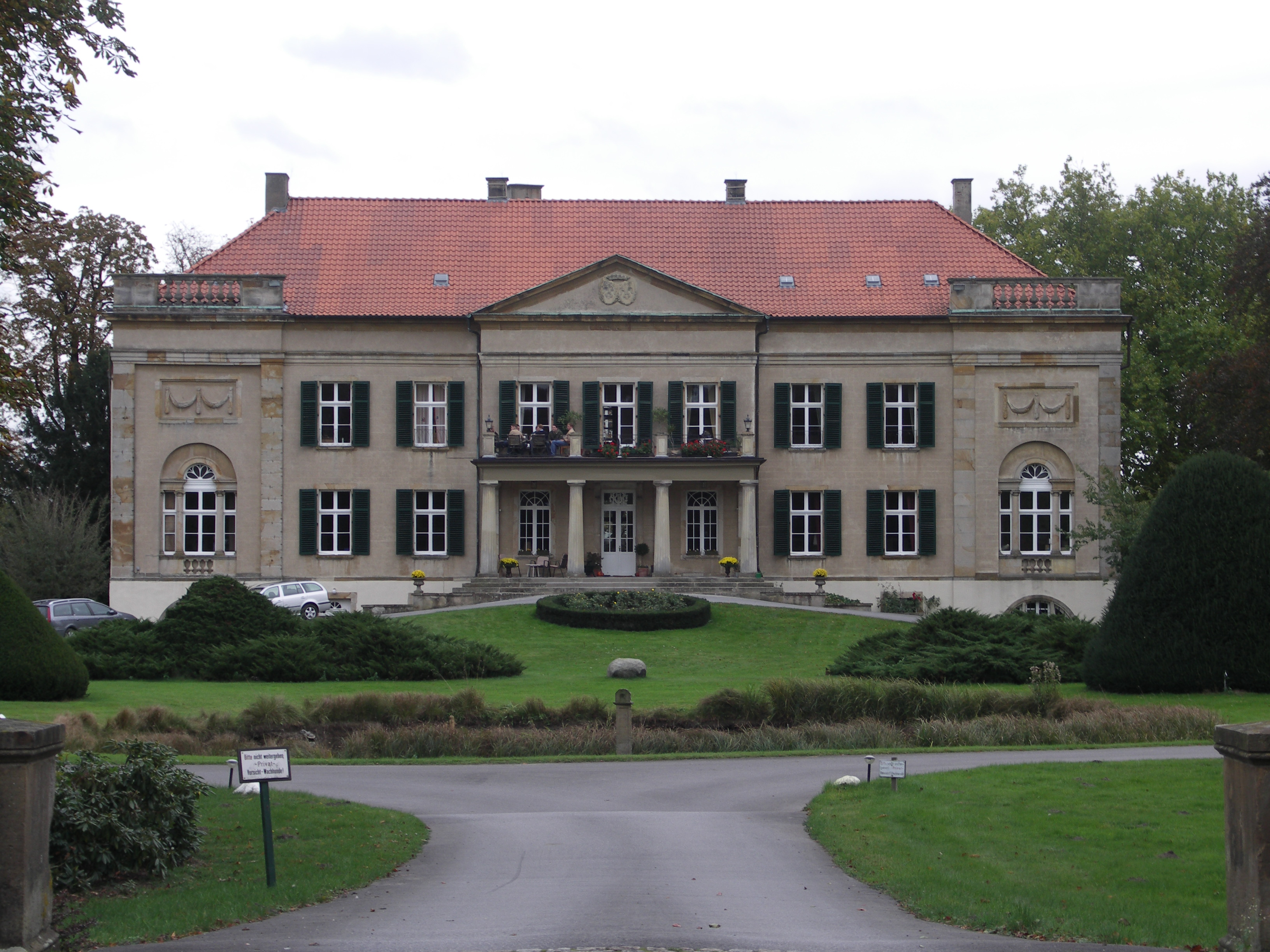
Schloss von Korff

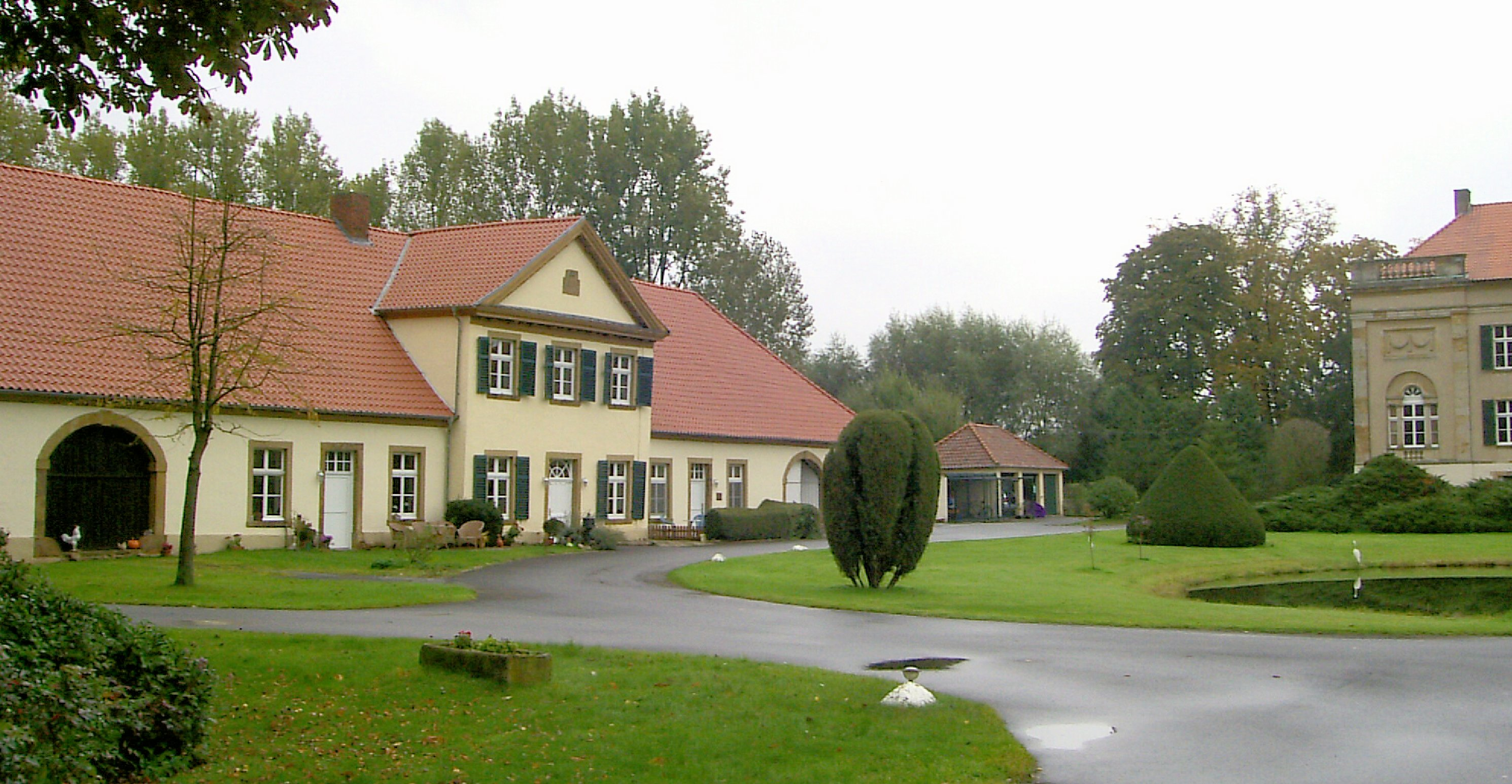
Wirtschaftsgebäude des Schlosses von Korff

Nachdem das östliche Herrenhaus im 18. Jahrhundert durch den Ketteler’schen Schlossneubau ersetzt worden war, ließen auch die Freiherren von Korff zu Beginn des 19. Jahrhunderts ihr altes Herrenhaus niederlegen, um ein neues, modernes Gebäude zu errichten. In der Zeit von 1804 bis 1806 ließ Friedrich Anton von Korff gemeinsam mit seiner Ehefrau Rosine ein schlichtes Schloss im Stil des Klassizismus errichten. Als Architekten beauftragte er dafür Adolph von Vagedes, dem das anhaltische Schloss Wörlitz bei Dessau als Vorbild für seine Pläne diente.
Der klassizistische Bau erhebt sich auf einem länglichen, rechteckigen Grundriss über zwei Geschosse mit einem flachen Walmdach. Seine Westfassade ist durch drei Risalite gegliedert. Die beiden seitlichen Risalite werden von Lisenen umrahmt und sind durch eine Balustrade abgeschlossen. Der Mittelrisalit besitzt als oberen Abschluss einen flachen Dreiecksgiebel mit dem Wappen der Schlosserbauer. Ihm ist ein Portikus mit dorischen Säulen vorgebaut, der einen Balkon trägt.
Nachdem im Zuge des Schlossneubaus bereits die Gräften des Korff’schen Anteils zugeschüttet worden waren, wurden 1831 auch die übrigen Außenanlagen umgestaltet. Westlich des Herrenhauses wurde ein zentrales Rondell mit Rasenfläche und einem Teich in dessen Mitte angelegt sowie ein Wirtschaftsgebäude nördlich davon errichtet. In jenem Jahr wurde auch der mittig vor der Westfassade gelegene Portikus zu einer Eingangshalle umgebaut.
Im Jahre 2002 fanden in dem heute noch von der Familie Korff bewohnten Schloss Dreharbeiten zum ersten Tatort Münsters statt: Der dunkle Fleck.
Bei Renovierungsarbeiten wurden 2014 Wandbemalungen des Philipp Ferdinand Bartscher entdeckt, der als Hofmaler in Corvey wirkte. Sie sollen freigelegt, aber im Originalzustand belassen und nicht ergänzt werden. Die Familie von Korff plant, nach Abschluss der Renovierungen das Erdgeschoss öffentlich und das Obergeschoss weiterhin privat zu nutzen.

## Die Sage der Weißen Dame

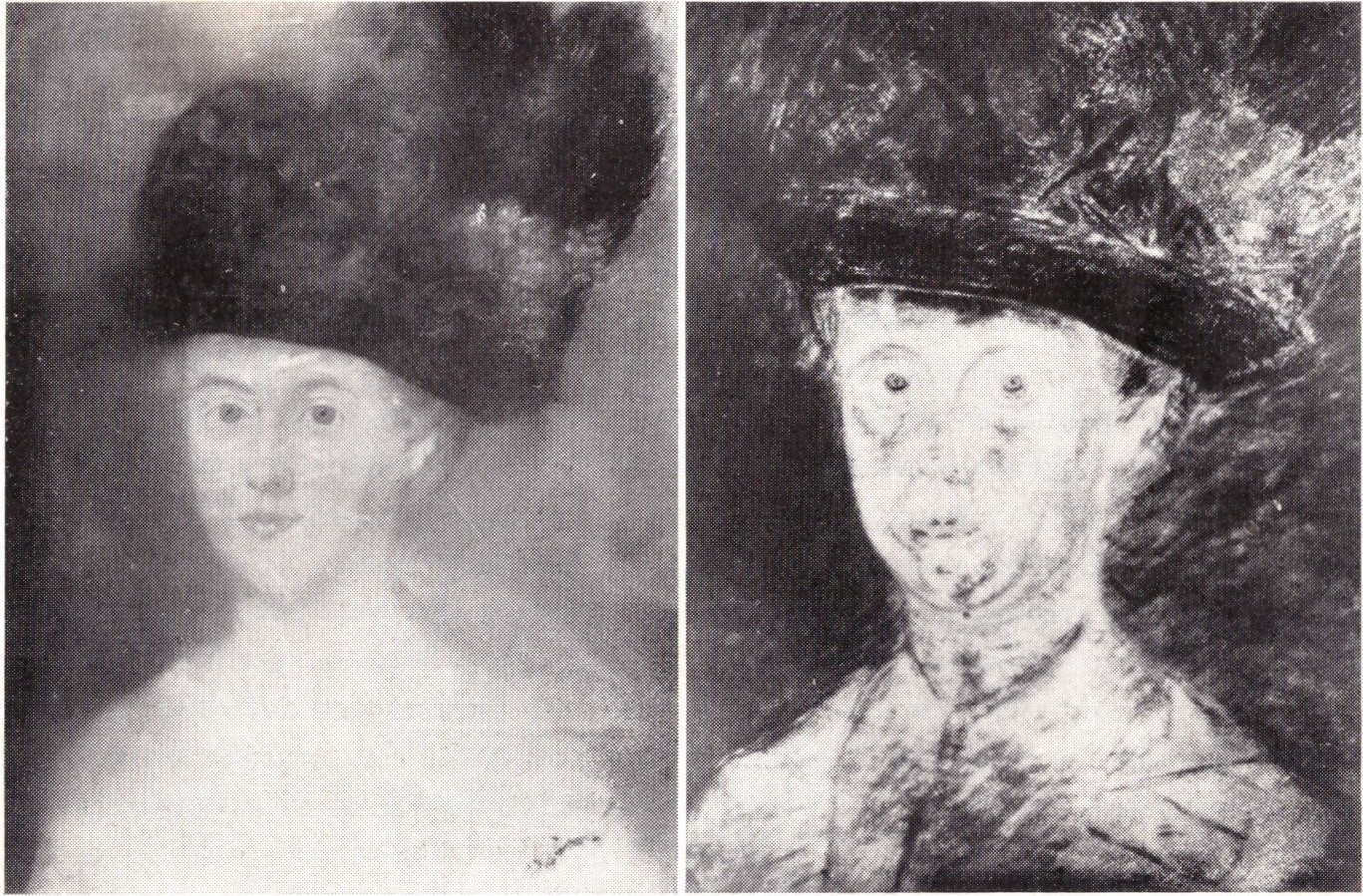
Die Weiße Damen links normal und rechts in Unterlicht

Im Treppenhaus des Kettlerschen Schlosses hängt seit vielen Jahrzehnten ein Bildnis, welches allgemein die Bezeichnung „Weiße Dame“ trägt. Es ist eine Pastellzeichnung einer Frau aus dem 18. Jahrhundert mit einem großen Federhut. Nimmt man das Bild von der Wand und hält es gegen das Licht, tritt ein zweites Bild in Sicht, welches ebenso hässlich ist, wie das erste liebreizend war. Der Samt des Hutes sieht aus wie hartes Strohgeflecht, die Augen sehen starr, die Pupillen sind klein und ohne Leben, Mund und Kinn hässlich entstellt und der nackte Hals ist voller blutig-roter Striemen. Wie dieses Bild entstanden ist, ob es eine Übermalung oder durch Scheuern der Pastellfarben unter dem Glasrahmen hervorgerufen wurde, ist heute nicht mehr feststellbar. Um dieses Bild ranken sich nach der Art einer Weißen Frau verschiedene Sagen und Erzählungen. Nach der einen soll sie eine als Hexe verbrannte Jungfrau sein, nach der anderen „Breen Tühne“, eine zur nächtlicher Stunde emporsteigende Nebelfrau. Andere Erzählungen bringen es mit der in der Nähe gelegenen Totenknapp, wieder andere mit den beiden im Südosten im zweiten Stock des Schlosses zugemauerten Fenstern in Verbindung. Wieder andere meinen es handelte sich wohl um eine verleumdete Hexe, die der Verfolgung entgehen konnte. Aus Rache kehrte sie immer wieder zurück. Im 18. Jahrhundert wollte ein Bewohner gesehen haben, wie die weiße Dame zu mitternächtlicher Stunde aus der breiten Gräfte (Breen Tühne) emporschwebte und durch das geschlossene erste Fenster in das Schloss eindrang, um nach einer halben Stunde durch das zweite Fenster wieder zu entweichen. Den guten Menschen erschien sie als liebreizende junge Frau, den bösen als die hässliche Hexe. Nachdem man das erste Fenster zugemauert hatte, benutzte sie das zweite. Als das zweite Fenster auch zugemauert wurde, verblieb sie im Schloss und soll sich heute noch dort aufhalten und alle zwölf Jahre zu mitternächtlicher Stunde erscheinen, wenn sich kleinere Nebelwölkchen über der Gräfte und den Wiesen erheben.